# Flehbach
Der Flehbach ist ein knapp 17 km langer rechter Zufluss des Rheins in Nordrhein-Westfalen, der im Rheinisch-Bergischen Kreis und in der kreisfreien Stadt Köln verläuft.

## Geographie

### Verlauf

#### Quellbereich
Der Flehbach bildet sich aus mehreren Quellflüssen überwiegend vom nordwestlichen Hang des Tütbergs auf dem Stadtgebiet von Bergisch Gladbach. Die kleinsten Quellbäche sind namenlos, die etwas größeren heißen Wahlbach und Holzerbach. Der Hauptstrang ist der Kleine Wahlbach. Von Norden mündet der im Bereich Moitzfeld entspringende Böttcherbach ein..

#### Weiterer Verlauf
Auf etwa 2 km Länge bildet der Flehbach dann die Stadtgrenze zwischen Bergisch Gladbach und Köln. In Köln-Brück verläuft der Flehbach parallel zur nach ihm benannten Flehbachstraße. In Köln-Merheim fließt er mit dem rechten Bruchbach, der zuvor auch als Eggerbach und Frankenforstbach bezeichnet wird, zusammen.
Der vereinte Bach heißt Faulbach, dieser mündet verrohrt in den Rhein.

### Einzugsgebiet
Das 76,785 km² große Einzugsgebiet des Flehbachs erstreckt sich vom Bensberg-Forsbacher Gebirgsrand über die Paffrather Kalkterrasse bis zur  Mülheimer Rheinebene und wird durch ihn über den Faulbach und den Rhein zur Nordsee entwässert.

### Zuflüsse
Von der Quelle bis zur Mündung
| Stat. in km | Name                         | GKZ       | Lage   | Länge in km | EZG in km² | MQ in l/s | Bemerkungen |
| ----------- | ---------------------------- | --------- | ------ | ----------- | ---------- | --------- | ----------- |
| 013,80      | Böttcherbach                 | 27356-12  | rechts | 004,6140    | 0001,7110  | 0074,320  |             |
| 011,80      | N.N.                         | 27356-132 | rechts | 001,4430    | 0000,8450  |           |             |
| 009,70      | Wasserbach                   | 27356-134 | links0 | 003,1410    | 0001,4260  | 0015,970  |             |
| 008,80      | Selbach                      | 27356-4   | links0 | 005,060     | 0004,6580  | 0050,760  |             |
| 004,90      | Frankenforstbach (Bruchbach) | 27356-6   | rechts | 009,5660    | 0018,0650  | 0276,080  |             |
| 003,20      | Strunde                      | 27356-8   | rechts | 015,9550    | 0035,9130  | 0594,690  |             |

Anmerkungen zur Tabelle
1. ↑  Gewässerkennzahl, in Deutschland die amtliche Fließgewässerkennziffer mit zur besseren Lesbarkeit eingefügtem Trenner hinter dem Präfix, das einheitlich für den allen gemeinsamen Vorfluter Flehbach steht.

## Retention
Nach Regenfällen nimmt der Flehbach große Wassermengen auf. In der Vergangenheit überflutete er Köln-Rath, das auf einem alten Rheinarm liegt. Der Flehbachdamm im Königsforst regelt den Abfluss, ebenso kleinere Überlaufbecken im unteren Verlauf. Nach einigen Tagen ohne Regen kann der Flehbach im Sommer aber auch völlig ausgetrocknet sein.

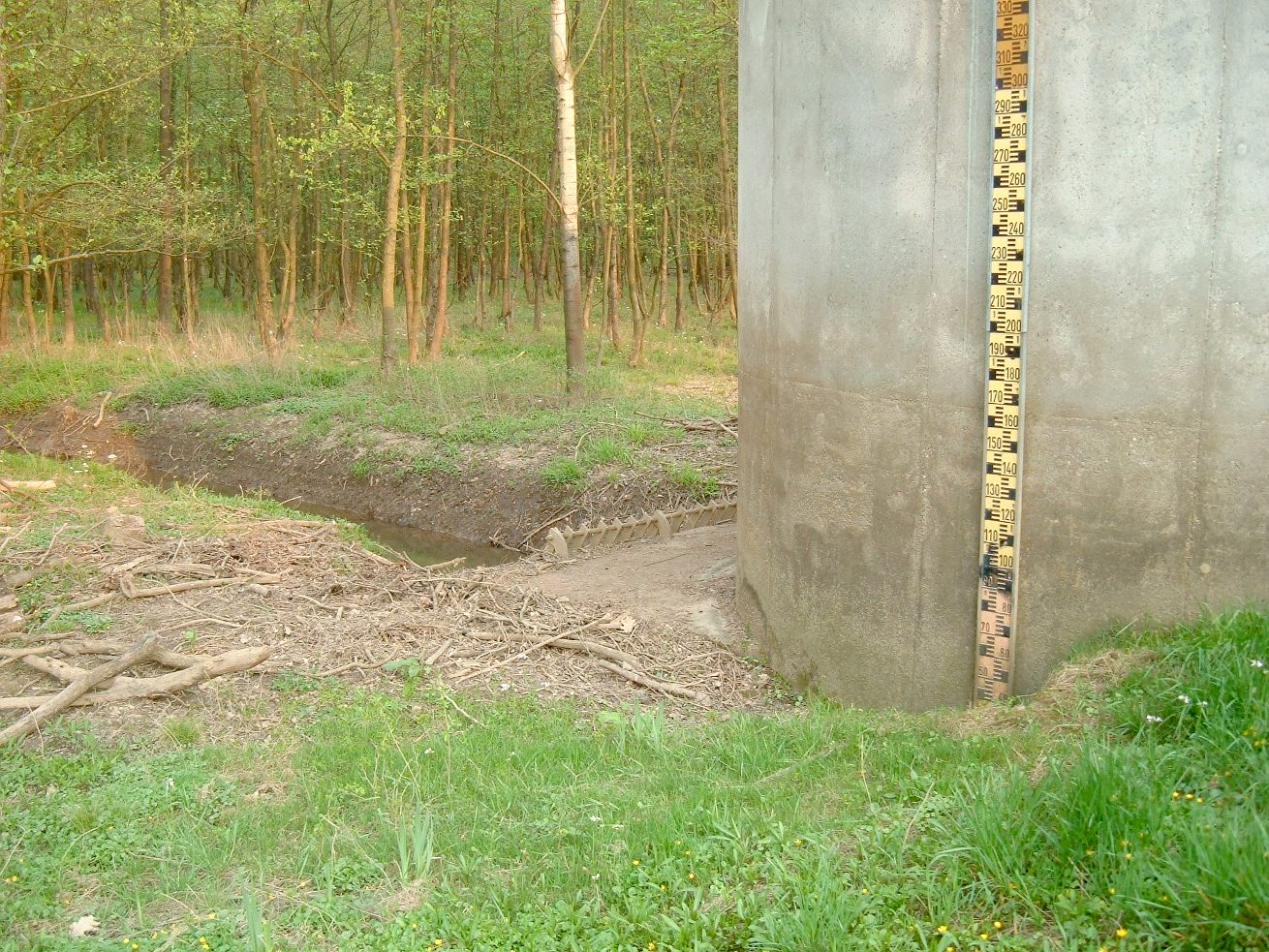
Flehbachdamm und Flehbach …
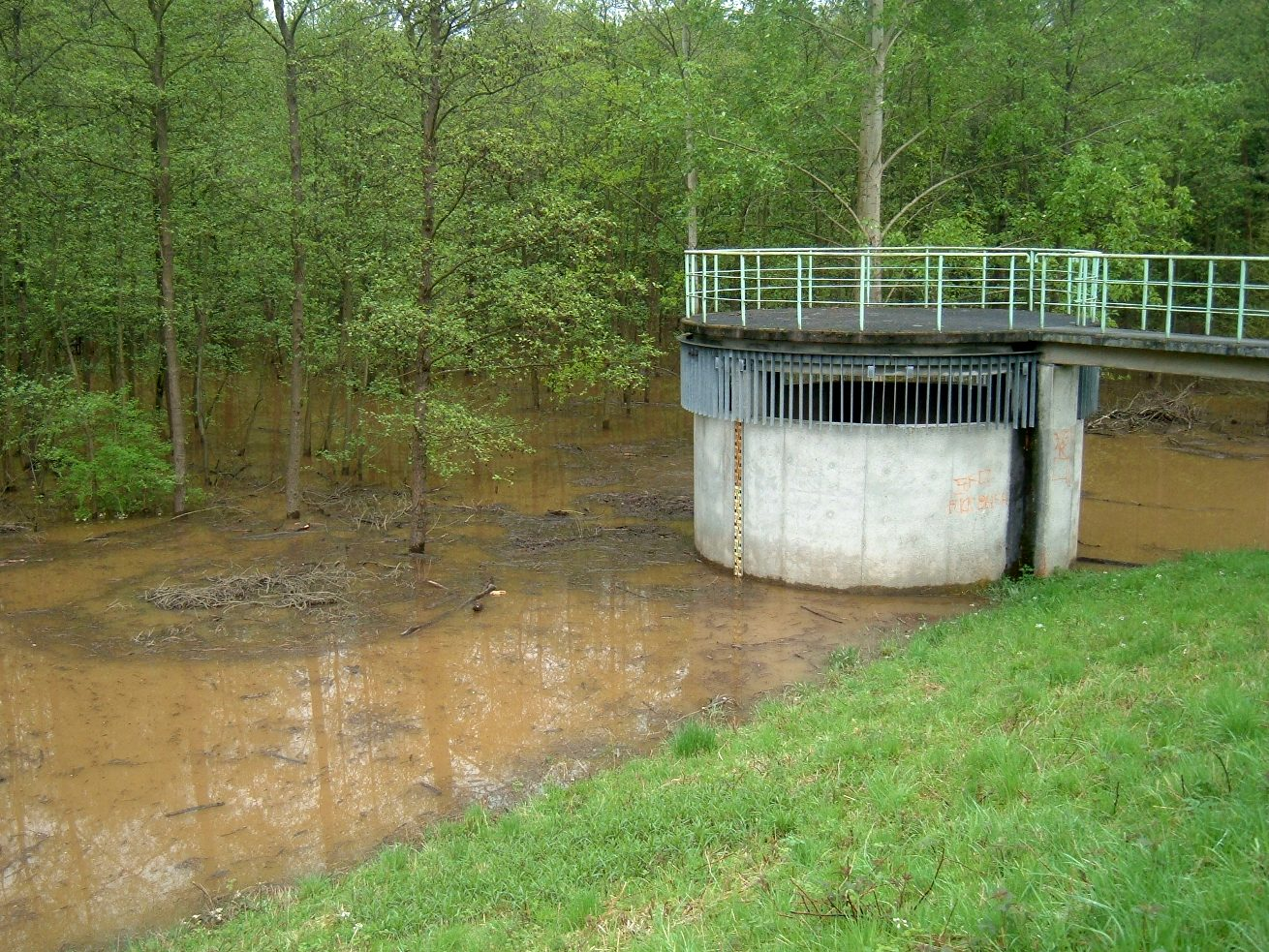
… nach heftigem Regen
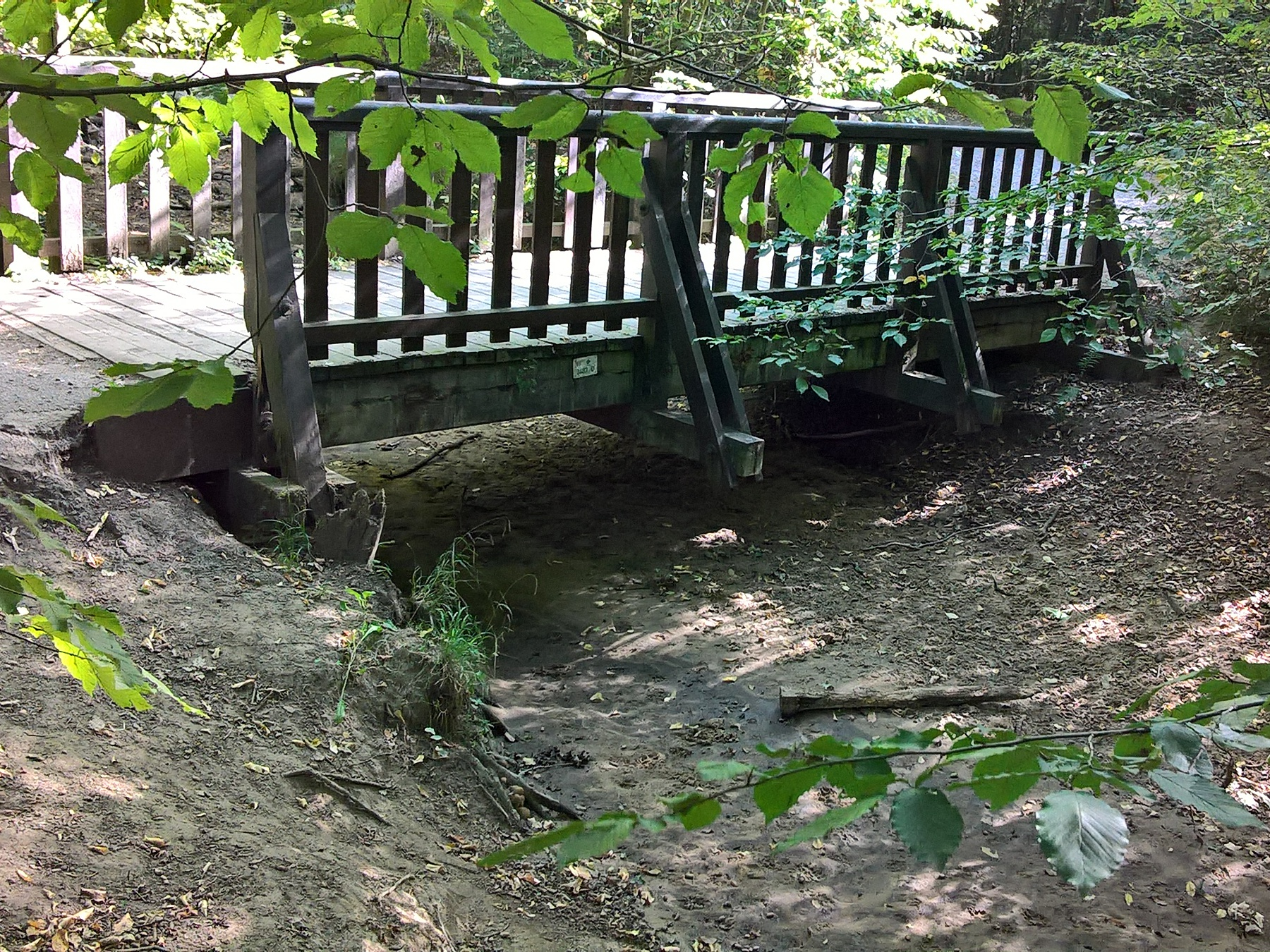
Flehbach völlig ausgetrocknet

## Flusshistorie
Der Flehbach trieb früher mehrere Wassermühlen. An die Flehbachmühle erinnert nur noch der Straßenname Flehbachmühlenweg in Lustheide. Von der Erkermühle hinter dem Flehbachdamm ist noch der Mühlenteich erhalten.
Ursprünglich floss der Bach in Mülheim in Richtung der Düsseldorfer Straße bis Wiesdorf. Aufgrund der Überschwemmungen hat man ihn Anfang des 19. Jahrhunderts durch ein künstliches Bett in Mülheim direkt zum Rhein geleitet.